# 웰컴 투 더 정글 (2003년 영화)
《웰컴 투 더 정글》(원제는 영어: The Rundown, 해외 시장에선 영어: Welcome to the Jungle)은 2003년 공개된 미국의 버디 액션 코미디 영화이다. 피터 버그가 연출하고, 드웨인 존슨, 숀 윌리엄 스콧, 크리스토퍼 워컨, 로자리오 도슨 등이 출연했다.

## 줄거리
식당을 차리고 싶은 현상금 사냥꾼 벡은 마지막 임무로 상사의 아들 트래비스를 데려오기 위해 브라질 밀림 광산촌 엘도라도로 향한다. 광산을 운영하며 주민들을 억압하는 트레저 헌터 코닐리어스 해처는 트래비스가 황금 유물 "악마의 고양이"(O Gato do Diabo)를 찾아냈다는 사실을 알게 되자 비행장으로 향하는 벡과 트래비스 뒤를 쫓는다. 한편 지역 저항 세력을 이끄는 마리아나는 주민들을 해처로부터 해방시키기 위해 악마의 고양이를 넘겨받길 원한다. 

## 출연
- 드웨인 존슨 - 벡 역
- 숀 윌리엄 스콧 - 트래비스 워커 역
- 로자리오 도슨 - 마리아나 역
- 크리스토퍼 워컨 - 코닐리어스 버나드 해처 역
- 유언 브렘너 - 데클런 역
- 존 그라이스 - 하비 해처 역
- 어니 레예스 주니어 - 마니토 역
- 윌리엄 러킹 - 빌리 워커 역
- 아널드 슈워제네거 - 바 손님 역 (카메오, 크레디트 미기재)

## 기타 제작진
- 책임 제작: 앨런 비티, 크리스 체서
- 배역: 린 크레슬
- 미술: 톰 더필드
- 의상: 루이즈 밍건바크